# Holcocranum
Holcocranum is een geslacht van wantsen uit de familie bodemwantsen (Lygaeidae). Het geslacht werd voor het eerst wetenschappelijk beschreven door Franz Xaver Fieber in 1860.

## Soorten
Het genus bevat de volgende soorten:

- Holcocranum diminutum Horváth, 1898
- Holcocranum saturejae (Kolenati, 1845)